# Айтадж Тапдиг
Айтадж Тапдиг (повне ім'я: Айтадж Солтан кизи Ахмедова; (азерб. Aytac Soltan qızı Əhmədova), 18 липня 1993 року, Баку, Азербайджан) — азербайджанська журналістка, правозахисниця, активістка за права жінок і політична ув'язнена. З 2015 року працює журналісткою-репортеркою в Meydan TV.
6 грудня 2024 року її було заарештовано в межах кримінальної справи, порушеної проти журналістів Meydan TV. Айтадж Ахмедова та ще шістьох журналістів, заарештованих у цій справі, було обвинувачено за статтею 206.3.2 Кримінального кодексу (контрабанда, вчинена групою осіб за попередньою змовою).
Наразі вона утримується у Бакинському слідчому ізоляторі Пенітенціарної служби Міністерства юстиції.

## Попередні роки
Айтадж Ахмедова народилася 18 липня 1993 року в Баку. У 1999 році пішла до першого класу середньої школи №8 Насімінського району. У 2010 році закінчила середню школу №158 Ясамальського району.
У 2010 році вступила до Азербайджанського державного педагогічного університету.
У 2014 році закінчила Бакинську школу журналістики (BJM).

## Журналістська діяльність
З 2015 року працює журналістом-репортером у Meydan TV. У 2022 році була ведучою програми MeyArt, яка виходила на Meydan TV. У ході професійної діяльності неодноразово зазнавала затримань, протидії з боку поліції та жорстокого поводження.
У вересні 2015 року її викрали на вулиці поліцейські та доставили до Головного управління по боротьбі з організованою злочинністю (ГУБОЗ) МВС Азербайджану, де її допитували щодо журналістської діяльності. Згодом, у лютому 2016 року, її викликали до Слідчого управління з особливо тяжких злочинів Генеральної прокуратури та допитали як свідка у кримінальній справі №142006023, порушеній 12 травня 2014 року проти низки посадових осіб Meydan TV.
3 жовтня 2018 року Айтадж Ахмедову затримали під час зйомок у селищі Забрат Сабунчинського району та доставили до 15-го відділення поліції Сабунчинського РУП. Інцидент стався близько 19:00. Ахмедова, яка провела у відділку близько трьох годин, заявила, що на неї чинили фізичний тиск. У неї також відібрали штатив і камеру. За словами журналістки, співробітник поліції у цивільному вдарив її по обличчю. Заступник начальника пресслужби МВС, полковник поліції Орхан Мансурзаде, коментуючи інцидент, заявив, що твердження про тиск на Айтадж Ахмедову з боку працівників поліції не відповідають дійсності. Ахмедова звернулася до Генеральної прокуратури щодо інциденту.
23 травня 2019 року її затримала поліція перед будівлею Адміністрації президента, і протягом трьох годин вона утримувалася у 9-му відділенні поліції Сабаїльського районного управління поліції.
11 лютого 2020 року під час висвітлення протестного мітингу кандидатів у депутати біля адміністративної будівлі Центральної виборчої комісії (ЦВК), Айтадж Ахмедова разом із головною редакторкою Meydan TV Айнур Ельгюнеш була затримана поліцією. Унаслідок застосування сили з боку поліцейських Айтадж Ахмедова отримала легкі тілесні ушкодження. «Репортери без кордонів» (RSF) різко засудили інцидент і заявили, що азербайджанська влада знищує плюралізм.
14 грудня 2022 року Айтадж Ахмедова разом із колегою з Meydan TV Хаяле Агаєвою вирушили на зйомки акції на дорозі Шуша — Ханкенді, але були затримані там «людьми у цивільному та чорних масках». Без жодних пояснень їх просто посадили в машину та відправили назад. Перед тим як їх відпустили, у них вилучили телефони, а всі матеріали були видалені.
Айтадж Ахмедова брала участь у феміністичних акціях, які проходили 8 березня впродовж 2019–2024 років, вимагаючи від уряду Азербайджану приєднатися до Стамбульської конвенції, метою якої є забезпечення рівних прав чоловіків і жінок у сфері праці та освіти, а також боротьба з насильством щодо жінок. Вона брала активну участь в організації акцій і зачитувала їхні резолюції. У 2021 році її було затримано поліцією під час протестної акції та доставлено до відділення поліції.

## Кримінальне переслідування та заборона на виїзд (2015—2019)
16 вересня 2015 року Айтадж Ахмедову затримала поліція та доставила до Головного управління по боротьбі з організованою злочинністю (ГУБОЗ) МВС Азербайджану. Айтадж Ахмедову разом із журналісткою-стажеркою затримали близько 16:00 у Ясамальському районі Баку. У ГУБОЗ їх розпитували про діяльність Meydan TV, керівництво цієї структури, заробітну плату журналістів, а також про те, ким було знято й поширено відео, на якому показано тіло Бахруза Гаджієва, який помер у Мінгячевірському міському відділенні поліції — подія, що викликала протести серед місцевих жителів. Айтадж Ахмедову звільнили приблизно о 21:00. Виконавчий директор інтернет-телебачення Meydan TV Емін Міллі заявив, що затримання Ахмедової є тиском на Meydan TV.
Багато місцевих та міжнародних правозахисних організацій, зокрема Human Rights Watch, Репортери без кордонів (RSF) та Amnesty International, різко розкритикували викрадення Айтадж Ахмедової на вулиці та її допит у Головному управлінні по боротьбі з організованою злочинністю.
Айтадж Ахмедова подала скаргу до Генеральної прокуратури щодо інциденту.
За словами її адвокатки Зібейди Садигової, Айтадж Ахмедова була затримана співробітниками МВС 16 вересня 2015 року через співпрацю з телеканалом Meydan TV, її незаконно обшукали, вилучили комп’ютер, а також піддали тортурам і нелюдському та такому, що принижує гідність, поводженню під час тримання під вартою у МВС. Однак перший заступник Генерального прокурора Рустам Усубов виніс рішення про відмову в порушенні кримінальної справи. Садигова заявила, що добиватиметься захисту прав Айтадж Ахмедової в Європейському суді.
5 лютого 2016 року Айтадж Ахмедову допитали як свідка в межах кримінальної справи, відкритої в Слідчому управлінні з особливо тяжких злочинів Генеральної прокуратури проти деяких керівників Meydan TV. У 2015–2019 роках їй було заборонено виїжджати з Азербайджану. У червні 2016 року Айтадж Ахмедова звернулася до суду з позовом про скасування заборони на виїзд з країни. 30 червня в Насімінському районному суді Баку під головуванням судді Ельмана Ісаєва було розглянуто скаргу Ахмедової на заборону виїзду з країни. За її словами, представник прокуратури заявив у суді, що заборона на виїзд пов’язана з кримінальною справою, порушеною проти посадових осіб інтернет-ресурсу Meydan TV. У результаті суд відмовився приймати скаргу до розгляду і рекомендував звернутися до адміністративно-економічного суду, який займається позовами проти державних органів. Адвокатка Ахмедової вважає цю заборону необґрунтованою: «Айтадж Ахмедова не є ані підозрюваною, ані обвинуваченою у цій справі. Заборона є незаконною, адже порушує її право на свободу пересування і створює підстави для необґрунтованого переслідування через її професійну діяльність», — заявила адвокатка Зібейда Садигова. Незгоду з позицією Насімінського районного суду також висловив азербайджанський адвокат Ялчин Іманов. Оскільки мова йде про скаргу, пов’язану з кримінальною справою, то, за його словами, «питання про обмеження свободи пересування належить до компетенції загального суду».
14 липня Бакинський апеляційний суд відхилив апеляційну скаргу Айтадж Ахмедової щодо заборони на виїзд з країни та залишив у силі рішення Насімінського районного суду.
5 вересня Сабаїльський районний суд розглянув скаргу Айтадж Ахмедової щодо незаконного затримання співробітниками Головного управління по боротьбі з організованою злочинністю МВС.
Суддя Ельмар Рагімов залишив справу без розгляду. Адвокатка Зібейда Садигова заявила, що згідно зі статтею 451 Кримінально-процесуального кодексу суддя мав або визнати рішення законним, або незаконним: «Тобто винесення суддею такого рішення є незаконним», — сказала Садигова.
У липні 2017 року Айтадж Ахмедову знову допитали в Слідчому управлінні з особливо тяжких злочинів Генеральної прокуратури.
21 вересня 2023 року Європейський суд з прав людини (ЄСПЛ) оголосив рішення у справі «Айнур Гамбарова та інші проти Азербайджану». Згідно з висновками ЄСПЛ, влада Азербайджану порушила право журналістів на свободу пересування (стаття 2 Протоколу №4 до Європейської конвенції з прав людини), а також право на ефективні засоби юридичного захисту (стаття 13 Конвенції). Суд постановив виплатити кожному заявнику по 5000 євро як компенсацію моральної шкоди та ще по 500 євро на покриття судових витрат.
У березні 2025 року Європейський суд з прав людини (ЄСПЛ) виніс рішення у справі Айтадж Ахмедової. Ахмедова стверджувала, що у вересні 2015 року співробітники Управління по боротьбі з організованою злочинністю Міністерства внутрішніх справ провели обшук у її квартирі та вилучили комп’ютер без ордера чи судового рішення. Деякі з її особистих фотографій і відео, знятих удома з родиною або на пляжі, були опубліковані у різних акаунтах Facebook, які, ймовірно, належали фейковим особам. Ахмедова заявила, що її право на повагу до приватного життя не було захищене, відповідно до статей 6 (право на справедливий судовий розгляд) та 8 (право на повагу до приватного і сімейного життя) Європейської конвенції з прав людини, і що влада не провела належного розслідування її скарг у цій справі. Суд встановив, що у справі Айтадж Ахмедової мало місце порушення статті 8 (право на повагу до приватного і сімейного життя) Конвенції. Згідно з рішенням, уряд зобов’язаний виплатити їй 5500 євро як компенсацію за моральну шкоду та судові витрати.

## Арешт і суд (2024)
Айтадж Ахмедова та ще шість журналістів — головна редакторка Meydan TV Айнур Ельгюнеш, журналісти та репортери Хаяла Агаєва, Айсель Умудова, Натіг Джавадли, журналіст-фрилансер Рамін Деко, а також заступник директора Бакинської школи журналістики (BJM) Ульві Тахіров — були заарештовані 6 грудня 2024 року в Головному управлінні поліції міста Баку в межах кримінальної справи, порушеної проти Meydan TV. Кожному з них було висунуто обвинувачення за статтею 206.3.2 Кримінального кодексу Азербайджанської Республіки (контрабанда, вчинена групою осіб за попередньою змовою). Вони заперечують звинувачення й пов’язують арешти зі своєю професійною діяльністю.
8 грудня було розглянуто подання слідчого органу щодо обрання запобіжного заходу стосовно Айтадж Ахмедової. У Хатаїнському районному суді під головуванням судді Сюльхани Гаджієвої були розглянуті подання щодо обрання запобіжного заходу у вигляді арешту. Подання слідчого органу були задоволені, і щодо кожного із затриманих, зокрема Айтадж Ахмедової, було обрано запобіжний захід у вигляді арешту строком на 4 місяці.
Айтадж Ахмедова подала апеляційну скаргу на рішення Хатаїнського районного суду від 8 грудня 2024 року. 13 грудня під час судового засідання в Бакинському апеляційному суді під головуванням судді Ельбея Аллахвердієва апеляційну скаргу Айтадж Ахмедової залишили без задоволення. У суді Айтадж Ахмедова не визнала себе винною. Її адвокат Джавад Джавадов заявив у суді, що видача ордера на арешт журналістів, зокрема Айтадж Ахмедової, без жодних доказів її причетності до контрабанди валюти є порушенням статей 5 (право на свободу та особисту недоторканність) і 18 (обмеження прав і свобод із ціллю, не передбаченою Конвенцією) Європейської конвенції про захист прав людини та основоположних свобод.
23 січня 2025 року в Хатаїнському районному суді відбулося розгляд клопотання про зміну запобіжного заходу на домашній арешт. Адвокат Джавад Джавадов, який захищав клопотання в суді, заявив, що немає обґрунтованих підстав вважати за необхідне тримання Айтадж Ахмедової під вартою. За словами Джавадова, жодних попередніх доказів щодо звинувачення Айтадж Ахмедової у валютній контрабанді представлено не було. Сама Айтадж Ахмедова заявила, що її арешт був здійснений за політичним замовленням. Слідчий заперечував проти звільнення Айтадж Ахмедової з-під варти, посилаючись на необхідність продовження слідства і на те, що її звільнення може завадити процесу. Суд відмовився звільнити Ахмедову з-під варти[.
30 січня 2025 року Бакинський апеляційний суд розглянув апеляційну скаргу на рішення Хатаїнського районного суду від 23 січня 2025 року. Адвокат Джавад Джавадов знову наголосив, що немає підстав для тримання Айтадж Ахмедової під вартою. Айтадж Ахмедова, яка заявила, що працює в Meydan TV понад 10 років, назвала причиною свого арешту саме журналістську діяльність. «Я журналістка і працювала на Meydan TV понад 10 років. Я — не контрабандистка. Контрабандисти — це ті, хто стоїть на чолі цієї держави», — сказала Ахмедова. Слідчий орган заперечив проти переведення журналістки під домашній арешт, обґрунтовуючи це тим, що вона може переховуватись від слідства. Суд задовольнив заперечення слідства та відхилив скаргу Айтадж Ахмедової.
6 березня 2025 року було подано повторне клопотання про зміну запобіжного заходу з тримання під вартою на домашній арешт. На засіданні в Хатаїнському районному суді клопотання сторони захисту було відхилено, і Айтадж Ахмедова залишилася під вартою.
12 березня 2025 року Бакинський апеляційний суд розглянув апеляційну скаргу на рішення Хатаїнського районного суду від 6 березня 2025 року. Її адвокат Джавад Джавадов заявив після засідання, що, незважаючи на всі докази, надані стороною захисту, суд не задовольнив клопотання та залишив у силі рішення суду першої інстанції.
3 квітня 2025 року Хатаїнський районний суд розглянув подання слідчого органу щодо продовження запобіжного заходу у вигляді тримання під вартою, обраного стосовно Айтадж Ахмедової.
Згідно з рішенням суду, строк утримання Ахмедової під вартою продовжено ще на 3 місяці.
24 червня 2025 року Хатаїнський районний суд за поданням слідчих органів втретє продовжив запобіжний захід для Айтадж Ахмедової.
4 липня 2025 року Бакинський апеляційний суд розглянув апеляцію на постанову про продовження тримання під вартою (від 24 червня). Апеляцію було відхилено під час судового засідання під головуванням судді Анара Ібрагімова.

## Міжнародна увага
Затримання журналістів Meydan TV зазнало різкої критики. Впливові міжнародні організації звернулися до влади Азербайджану із закликом звільнити журналістів. Лідери опозиційних партій Азербайджану — Партії народного фронту Азербайджану (AXCP), партії «Мусават» і партії «Республіканська альтернатива» (REAL), а також Національної ради демократичних сил — виступили із заявами, в яких засудили арешт журналістів Meydan TV.
Міжнародна правозахисна організація Amnesty International засудила арешти журналістів Meydan TV. «Ми засуджуємо останні арешти і закликаємо азербайджанську владу негайно звільнити журналістів і співробітників ЗМІ. Ми побоювалися репресій після COP29 і тепер закликаємо держави-учасниці конференції ООН відреагувати на переслідування, що тривають в Азербайджані, країні, яка все ще обіймає посаду голови COP29», — йдеться в заяві організації. Нещодавні арешти незалежних журналістів, включно зі співробітниками Meydan TV, є частиною репресій, що розпочалися рік тому і спрямовані на придушення незалежних критичних голосів, наголосив Amnesty International.
Організація на захист преси «Репортери без кордонів» також засудила арешти співробітників Meydan TV. У повідомленні на акаунті RSF на платформі X сказано: «Репортери без кордонів» засуджують ці нові арешти і закликають негайно звільнити їх і 13 інших журналістів, яких утримують у ганебних умовах за надуманими звинуваченнями".
Комітет із захисту журналістів (CPJ), який базується в Нью-Йорку, засудив затримання співробітників Meydan TV. «Влада Азербайджану повинна негайно звільнити Натіка Джавадли, Хаялу Агаєву, Айтадж Тапдиг, Айнур Ельгюнеш, Айсель Умудову та Раміна Деко, а також більш ніж десяток інших провідних журналістів, заарештованих за аналогічними звинуваченнями останніми місяцями, і припинити безпрецедентний напад на незалежну пресу», — підкреслив CPJ.
Міжнародна журналістська організація Article 19 також засудила арешти журналістів. «За кілька тижнів після кліматичного саміту в Баку було затримано щонайменше 7 журналістів — більшість із них із Meydan TV. Репресії — це нове нагадування про те, що Азербайджан не терпить критики та інакомислення. Ми повинні продовжувати боротися з тиском на свободу преси», — йдеться в публікації на акаунті організації в соціальній мережі X.
Правозахисна організація Freedom Now теж приєдналася до вимог припинити тиск на незалежну пресу в Азербайджані. «Азербайджан продовжує жорстко переслідувати незалежних журналістів. Останнім актом репресій стало затримання п'яти журналістів телеканалу Meydan TV за явно політично вмотивованими підставами. Ми закликаємо негайно звільнити їх і покласти край цьому переслідуванню». Про це йдеться в публікації в акаунті організації на платформі X.
Women Press Freedom своєю заявою підтримав Meydan TV і всіх журналістів в Азербайджані, які продовжують ризикувати своєю безпекою, щоб повідомляти правду. «Змусити замовкнути пресу — це напад на демократію», йдеться в заяві WPF.
Посол Великої Британії в Азербайджані Фергюс Олд також різко розкритикував арешти: «Затримання журналістів Meydan TV після завершення кліматичної конференції COP29 — це ляпас демократичним урядам», — написав він у своєму офіційному акаунті в X.

### Реакція Державного департаменту США
11 грудня 2024 року Державний секретар США Ентоні Блінкен присвятив спеціальну заяву арештам активістів і журналістів в Азербайджані та закликав владу країни звільнити їх. Баку звинуватив Блінкена в упередженості, відкинувши претензії в придушенні громадянських свобод. У своїй заяві «Ескалація репресій проти громадянського суспільства і ЗМІ Азербайджану» Блінкен, зокрема, згадав Руфата Сафарова, Севіндж Вагіфгизи, Азера Гасимли, Фаріда Мехралізаде, Бахтіяра Гаджиєва, нещодавно затриманих працівників Meydan TV «та багатьох інших, заарештованих за їхню роботу в галузі прав людини». США закликають уряд Азербайджану негайно звільнити їх, заявив Блінкен. «Сполучені Штати глибоко стурбовані не тільки цими затриманнями, а й посиленням репресій проти громадянського суспільства і ЗМІ в Азербайджані», — наголошується в заяві Державного департаменту США. МЗС Азербайджану відреагувало на заяву Блінкена негативно, звинувативши Держдеп США у втручанні у внутрішні справи країни. Згідно із заявою відомства, таке втручання триває «протягом останніх чотирьох років», і цей час став «втраченими роками для азербайджано-американських відносин».

## Ссылки
- Aytaj Ahmadova (Tapdig). Персоналии (англ.). «The Institute for Human Rights». 11 травня 2025. Процитовано 11 травня 2025.